# Hulk (cầu thủ bóng đá)
Givanildo Vieira de Souza (sinh 25 tháng 7 năm 1986), hay còn gọi là Hulk (phát âm tiếng Bồ Đào Nha: [ˈhuwki]), là một cầu thủ bóng đá người Brasil hiện đang chơi ở vị trí tiền đạo cho câu lạc bộ Atlético Mineiro.
Sau khi bắt đầu chuyên nghiệp với Vitória và sau đó chơi ba năm ở Nhật Bản, anh ấy đã chơi một số mùa giải ở Bồ Đào Nha với Porto, giành được mười danh hiệu - bao gồm UEFA Europa League 2010–11 và ba chức vô địch quốc gia. Anh ấy đã giành danh hiệu vua phá lưới của Primeira Liga một lần. Năm 2012, anh gia nhập đội bóng của giải Ngoại hạng Nga Zenit Sankt Peterburg với giá 60 triệu euro, giành được cả ba danh hiệu quốc nội và được vinh danh là cầu thủ xuất sắc nhất giải đấu và là vua phá lưới, mỗi người một lần. Anh được chuyển đến Shanghai SIPG với giá kỷ lục châu Á 58,6 triệu euro vào năm 2016.
Hulk ra mắt quốc tế vào năm 2009 và chơi cho Brasil tại Thế vận hội mùa hè 2012 với tư cách là một trong ba cầu thủ quá tuổi được phép. Anh tiếp tục đại diện cho đội tuyển Brazil trong chiến thắng tại FIFA Confederations Cup 2013 và về đích ở vị trí thứ tư tại FIFA World Cup 2014.
Anh ấy được trang web chính thức của FIFA mô tả là "một sức mạnh trực tiếp của một trung vệ hoặc một tiền đạo rộng, người biết cách xử lý xung quanh vòng cấm". Anh ấy được xây dựng mạnh mẽ cho một cầu thủ bóng đá và có biệt danh do anh ấy giống với diễn viên Lou Ferrigno, người đã đóng vai Incredible Hulk trên chương trình truyền hình cùng tên vào những năm 1970.

## Sự nghiệp

### Brasil và Nhật Bản
Khởi nghiệp tại CLB Esporte Clube Vitoria ở Salvado, Bahia, Hulk sau đó chuyển tới Nhật Bản chơi cho Kawasaki Frontale theo một hợp đồng cho mượn. Mặc dù sau đó được mua hẳn, nhưng Hulk lại được đem đi cho Consadole Sapporo, một đội bóng hạng 2 mượn. Tại đó, anh chơi cả mùa 2006, ghi được 25 bàn thắng.
Vào năm 2007, Hulk lại được cho một đội bóng hạng 2 khác mượn, Tokyo Verdy. Mùa bóng này, anh ghi được 37 bàn thắng trong 42 trận, trở thành vua phá lưới của giải. Anh trở lại Kawasaki một thời gian ngắn vào năm 2008 và tái gia nhập Verdy chỉ sau 18 trận đấu.
Porto
Sau thời gian chơi bóng tại Nhật Bản, Hulk chuyển đến Bồ Đào Nha và ký hợp đồng với đương kim vô địch Porto, đội bóng đã mua 50% quyền sở hữu Hulk với giá 5,5 triệu Euro từ đội bóng Uruguay, CA Rentistas.
Khi đồng đội người Maroc Tarik Sektioui bị chấn thương, anh đã được trao cơ hội thi đấu và ghi bàn thắng chính thức đầu tiên tại giải vô địch quốc gia vào lưới CF Os Belenenses. Sau đó,anh chiếm một suất đá chính, hợp thành bộ ba tấn công cùng với Cristian Rodríguez và Lisandro López. Sau vài màn trình diễn xuất sắc tại UEFA Champions League anh được UEFA bầu là một trong 10 ngôi sao triển vọng nhất. Cuối tháng 8 năm 2009, anh gia hạn hợp đồng đến tháng 6 năm 2014, phí giải phóng hợp đồng tăng lên thành 100 triệu Euro.
Trong mùa giải 2009–10 , Hulk nghiễm nhiên trở thành sự lựa chọn số một. Tuy nhiên, sau một cuộc ẩu đả trong đường hầm trong trận thua trước SL Benfica (1–0) vào ngày 20 tháng 12 năm 2009, anh nhận án phạt cấm thi đấu 4 tháng (nếu án kỷ luật giữ nguyên lệnh cấm, anh phải đối mặt với 3 năm ngồi ngoài), chỉ dành cho các giải đấu trong nước, cũng như đồng đội của anh Cristian Săpunaru. Lệnh cấm sau đó được giảm xuống còn bốn trận, và cầu thủ này trở lại thi đấu tại giải đấu vào ngày 28 tháng 3 năm 2010 sau khi vắng mặt 3 tháng và 18 trận, ghi bàn trong chiến thắng 3–0 trước Belenenses. Một tuần sau, anh cũng ghi bàn trong chiến thắng 4–1 trên sân nhà trước CS Marítimo. Với sáu trận đấu ít hơn mùa giải trước, anh ấy đã kết thúc với năm bàn thắng ở giải đấu.
Hulk bắt đầu mùa giải 2010–11 ghi 16 bàn trong 16 trận đấu chính thức đầu tiên của anh ấy, bao gồm một hat-trick vào lưới KRC Genk ở vòng play-off UEFA Europa League, vào ngày 26 tháng 8 năm 2010 (thắng 4–2 trên sân nhà, tổng tỷ số 7–2). Từ tháng 9 đến tháng 1, anh giành giải Cầu thủ xuất sắc nhất tháng của Giải vô địch Bồ Đào Nha , khiến anh trở thành cầu thủ duy nhất sáu lần giành được giải thưởng này. Vào ngày 7 tháng 11 năm 2010, anh ghi hai bàn thắng cuối cùng khi Porto đánh bại Benfica 5–0 trên sân nhà, tạo ra cách biệt mười điểm giữa hai đội,  với các cầu thủ phía bắc dẫn đầu giải đấu, và cuối cùng giành chiến thắng với cầu thủ này. dẫn đầu bảng xếp hạng ghi bàn.
Vào ngày 13 tháng 5 năm 2011, Porto đã trả 13,5 triệu euro cho Rentistas để có thêm 40% quyền chơi của Hulk, nâng tổng số cổ phần của họ lên 85% (Porto đã bán lại 5% sau khi gia hạn hợp đồng vào năm 2009), với việc cầu thủ này ký hợp đồng mới có hiệu lực cho đến năm 2016 và kèm theo điều khoản mua đứt là 100 triệu euro. Anh kết thúc mùa giải với 36 bàn thắng sau 53 trận đấu chính thức, cùng đội của anh giành được bốn danh hiệu lớn, bao gồm một cú đúp vô địch / cúp quốc gia.
Vào ngày 7 tháng 4 năm 2012, Hulk ghi bàn thắng duy nhất khi Porto đánh bại SC Braga trên sân khách để dẫn đầu bảng Primeira Liga 4 điểm. Anh ấy ghi sáu bàn trong ba trận đấu sau đó, bao gồm một cú đúp trong trận thua 2–0 trên sân nhà trước Sporting CP, và kết thúc mùa giải 2011–12 với 16 bàn thắng khi đội của anh giành được một chức vô địch quốc gia khác. Vào tháng 5 năm 2012, anh được bầu chọn là Cầu thủ của tháng cho tháng Tư với lần thứ sáu kỷ lục,  và anh đã có thêm 11 pha kiến tạo, một thành tích tốt nhất trong cuộc thi.
Vào ngày 17 tháng 2 năm 2014, Hulk bị yêu cầu nộp phạt 45.000 € vì đã hành hung hai quản lý tại Estádio da Luz.
Zenit
Vào ngày 3 tháng 9 năm 2012, Hulk đã hoàn tất vụ chuyển nhượng trị giá 60 triệu euro, với Porto nhận được 40 triệu euro, cho câu lạc bộ giải Ngoại hạng Nga Zenit Sankt Peterburg, đoàn tụ với đồng đội cũ ở Porto, Bruno Alves. Phí chuyển nhượng này đã gây ra rất nhiều tranh luận và gây xôn xao lớn kể từ khi Mitrofanov, Tổng giám đốc từ Zenit phủ nhận công khai. Truyền thông Nga R-Sport thậm chí còn cho rằng Mitrofanov đã cho giới truyền thông xem hợp đồng mua bán và mức phí trên hợp đồng là 40 triệu euro chứ không phải 60 triệu euro. Tuy nhiên, Porto cũng xác nhận trong báo cáo hàng quý chưa được kiểm toán trong quý 1 năm 2012–13 rằng câu lạc bộ không trả cho quyền sở hữu của bên thứ ba (15%), phí đại lý cũng như đóng góp liên đới (5%), tất cả thường được bao gồm trong phí chuyển nhượng, như trong trường hợp của Radamel Falcao.
Hulk đã ghi bàn thắng đầu tiên cho câu lạc bộ mới của anh ấy trong trận đấu thứ hai ở giải đấu, trước FC Krylia Sovetov Samara, tìm thấy lưới bằng một cú sút xa ngoài vòng cấm trong trận hòa 2–2 trên sân khách.
Vào nửa cuối tháng 9, báo chí đồn đoán rằng các đồng đội Igor Denisov và Aleksandr Kerzhakov không hài lòng với mức lương của Hulk, và họ yêu cầu thương lượng lại hợp đồng. Kết quả là, họ đã được gửi đến đội trẻ. Denisov trả lời trong một cuộc phỏng vấn với Sport Express nói rằng mối quan hệ của anh ấy với ban lãnh đạo câu lạc bộ đã vượt qua "sự tổ chức đúng đắn của đội bóng. Và sự tôn trọng dành cho các cầu thủ Nga mà Zenit luôn tin tưởng". Vài ngày sau mối thù, anh ấy ghi bàn và kiến tạo trong chiến thắng 2-1 trước FC Baltika Kaliningrad ở vòng thứ năm Cúp quốc gia Nga. Vài tuần sau, anh ghi bàn thắng đầu tiên tại Champions League cho Zenit và kiến tạo trong trận thua 3–2 trước AC Milan ở lượt trận thứ hai của vòng bảng.

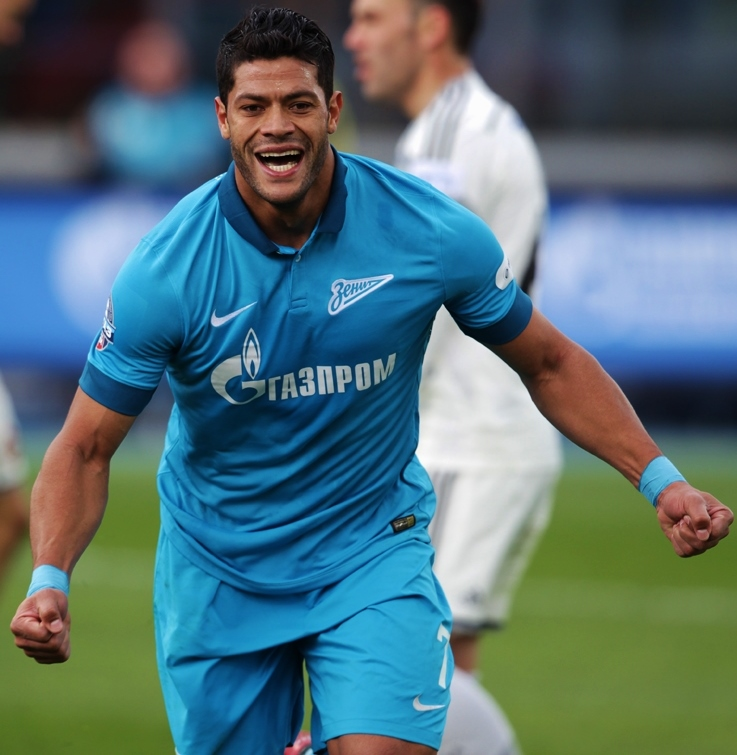
Hulk thi đấu cho Zenit Saint Petersburg năm 2015.

Sau khi thất bại với huấn luyện viên trưởng Luciano Spalletti , Hulk tuyên bố anh đang tìm cách rời câu lạc bộ vào tháng Giêng. Tuy nhiên, các quy định của FIFA cấm các cầu thủ chơi cho hơn hai câu lạc bộ trong một mùa giải, buộc anh ta phải ở lại Nga ít nhất cho đến tháng 6 năm 2013.  Cuối cùng, anh ta tiết lộ rằng anh ta đã sửa đổi với ban lãnh đạo câu lạc bộ và mọi việc đã được giải quyết.  Trong trận thua 3-1 trước Shakhtar Donetsk của Ukraina , anh bị chấn thương đầu sau khi ngã trong một pha truy cản và nối đầu của anh với một hậu vệ Shakhtar trong hiệp hai. Sau đó anh được đưa đến một bệnh viện địa phương ở Dubai . Sau vị trí thứ ba của Zenit ở vòng bảng Champions League, câu lạc bộ đã tham dự Europa League. Anh đã ghi một bàn thắng trong mỗi trận đấu thuộc vòng loại trực tiếp của Zenit để loại Liverpool của Anh khỏi Europa League ở vòng 32 đội bằng các bàn thắng trên sân khách, mặc dù để thua 3–1 trong trận lượt về.  Vào ngày 4 tháng 5 năm 2013, anh ghi hat-trick đầu tiên trong sự nghiệp Zenit của mình và kiến tạo một bàn thắng, trong chiến thắng 4–0 trước các nhà đấu tranh giải đấu Alania Vladikavkaz.
Vào ngày 16 tháng 2 năm 2015, Hulk ký gia hạn hợp đồng hai năm với câu lạc bộ. Vào ngày 17 tháng 5, cú đá phạt trực tiếp của anh ấy trong trận hòa 1-1 trước FC Ufa đã mang lại cho Zenit chức vô địch giải đấu với hai trận đấu rảnh rỗi.
Hulk dự kiến sẽ làm trợ lý trong lễ bốc thăm vòng loại World Cup 2018 ở Saint Petersburg, nhưng đã rút lui do cam kết với Zenit, thay vào đó là Alexey Smertin.
Hulk được UEFA bầu chọn là một trong đội hình 11 cầu thủ xuất sắc nhất của vòng bảng UEFA Champions League 2015–16.

### Shanghai SIPG
Vào ngày 30 tháng 6 năm 2016, Hulk gia nhập câu lạc bộ Trung Quốc Shanghai SIPG từ Zenit với giá 45 triệu bảng, một kỷ lục của bóng đá châu Á. Anh ấy sẽ kiếm được 320.000 bảng mỗi tuần, tích lũy đến 16,6 triệu bảng mỗi năm. Vào ngày 10 tháng 7, Hulk buộc Ryan McGowan đá phản lưới nhà ở phút thứ chín trong trận ra mắt trong chiến thắng 5–0 trước Henan Jianye. Tuy nhiên, chỉ 12 phút sau, anh được cáng rời sân vì chấn thương cơ. Vào ngày 9 tháng 9, Hulk ghi hai bàn thắng đầu tiên cho Shanghai SIPG trước Bắc Kinh Quốc An sau hai tháng nghỉ thi đấu vì chấn thương.
Hulk đã ra sân tổng cộng 145 lần và ghi được tổng cộng 77 bàn thắng trên mọi đấu trường trong thời gian ở Thượng Hải.

### Atlético Mineiro
Vào ngày 29 tháng 1 năm 2021, Hulk trở lại Brazil và gia nhập Atlético Mineiro theo hợp đồng hai năm. Anh ra mắt vào ngày 7 tháng 3, kiến tạo bàn thắng thứ tư cho Diego Tardelli trong chiến thắng 4–0 Campeonato Mineiro trước Uberlândia. Vào ngày 19 tháng 3, anh ghi bàn thắng đầu tiên cho câu lạc bộ, từ một quả phạt đền, trong chiến thắng 3–0 trước Coimbra.
Sau một giai đoạn khó khăn vào tháng 4, với sáu trận không ghi bàn và bị xuống hạng từ băng ghế dự bị, Hulk đã lấy lại phong độ của mình ở Copa Libertadores trước América de Cali và Cerro Porteño, ghi một cú đúp trong mỗi trận. Vào ngày 22 tháng 5, Atlético đã đăng quang ngôi vô địch Campeonato Mineiro, và Hulk được các nhà báo bình chọn vào đội của giải đấu.
Vào ngày 17 tháng 7, Hulk ghi cả hai bàn thắng trong chiến thắng 2-1 trước Corinthians, tại Série A. Ở vòng tiếp theo, anh lại ghi hai bàn trong chiến thắng 3–0 trước Bahia. Vào ngày 21 tháng 11, anh trở thành vua phá lưới của giải đấu sau một cú đúp khác trong chiến thắng 2–0 trước Juventude. Vào ngày 2 tháng 12, khi Atlético chơi cho chức vô địch giải đấu và thất bại 2–0 trước Bahia tại nhà thi đấu Fonte Nova, Hulk bắt đầu cuộc lội ngược dòng bằng cách ghi bàn từ một quả phạt đền; 5 phút sau, một cú đúp của Keno đã mang về ba điểm để mang về chiếc cúp Série A năm 2021 cho Galo. Trong trận đấu tiếp theo, chiến thắng 4–3 trước Red Bull Bragantino tại Mineirão , Hulk ghi bàn thắng thứ 19 sau 35 lần ra sân, kết thúc mùa giải với tư cách Vua phá lưới.
Hulk xuất hiện trong tất cả mười trận đấu của chiến dịch Copa do Brasil của Atlético , ghi một bàn trong tám trận trong số đó, bao gồm cả hai trận chung kết với Athletico Paranaense. Anh trở thành cầu thủ thứ hai trở thành cầu thủ ghi bàn hàng đầu ở cả Série A và Copa do Brasil trong cùng một mùa giải, lặp lại kỳ tích của Gabriel Barbosa vào năm 2018.
Hulk là cầu thủ ghi bàn hàng đầu của đất nước vào năm 2021, với tổng cộng 36 bàn thắng sau 68 lần ra sân, đồng thời cung cấp 13 pha kiến tạo.  Vai trò trung tâm của anh trong mùa giải giành cú ăn ba của Atlético đã mang về cho anh các giải thưởng Quả bóng vàng Bola de Ouro, Craque do Brasileirão và Copa do Brasil. Anh cũng được đưa vào Đội tuyển Libertadores của CONMEBOL của Giải đấu và Đội hình Nam Mỹ của năm bởi El País.

## Sự nghiệp quốc tế

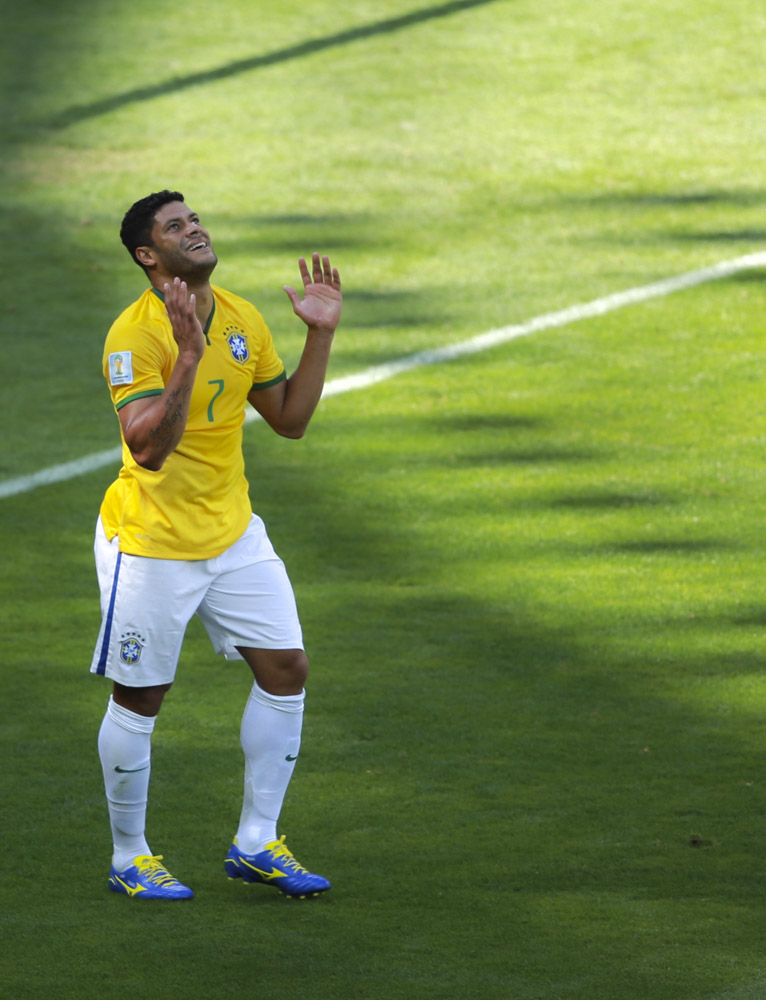
Hulk thi đấu cho Brasil tại FIFA World Cup 2014.

Hulk ra mắt đội tuyển Brasil vào ngày 14 tháng 11 năm 2009 trong một trận giao hữu với đội tuyển Anh ở Doha , khi Seleção giành chiến thắng 1–0.  Vào ngày 26 tháng 5 năm 2012, anh ghi ba bàn thắng quốc tế đầu tiên trong chiến thắng 3-1 trước Đan Mạch tại Imtech Arena, Hamburg.
Vào ngày 9 tháng 6 năm 2012, trong một trận giao hữu với Argentina, Hulk ghi bàn trong trận thua 3-4. Vào tháng 7, anh ấy được đặt tên là một trong ba cầu thủ dự bị cho đội tuyển Brasil của Mano Menezes cho Thế vận hội Mùa hè 2012 ở London, và anh ấy xuất hiện trong tất cả trừ một trong các trận đấu trong suốt giải đấu, ghi bàn trong trận 1 –2 trận thua chung cuộc trước Mexico.
Vào tháng 6 năm 2013, Hulk đã đại diện cho Brasil tại FIFA Confederations Cup 2013. Anh ấy đã chơi trong mọi trận đấu với tư cách là cầu thủ chạy cánh phải xuất phát của đội, bao gồm cả trận chung kết, nơi Brasil đánh bại nhà vô địch thế giới Tây Ban Nha để giành danh hiệu Confederations Cup lần thứ tư.
Tại World Cup 2014, trong trận đấu thuộc vòng 16 với Chile tại Belo Horizonte, Hulk đã có một bàn thắng không được công nhận vì dùng tay chơi bóng. Trong loạt đá luân lưu, anh đã bị Claudio Bravo cản phá quả phạt đền, mặc dù Brasil đi tiếp.
Vào tháng 8 năm 2021, sau 5 năm vắng mặt, Hulk được triệu tập trở lại đội tuyển quốc gia Brasil tham dự vòng loại FIFA World Cup 2022.

## Thống kê sự nghiệp

### Câu lạc bộ
Tính đến ngày 5 tháng 7 năm 2022
| Câu lạc bộ               | Mùa giải            | Giải vô địch           | Giải vô địch | Giải vô địch | Cúp quốc gia | Cúp quốc gia | Cúp liên đoàn | Cúp liên đoàn | Châu lục | Châu lục | Khác | Khác | Tổng cộng | Tổng cộng |
| Câu lạc bộ               | Mùa giải            | Hạng đấu               | Trận         | Bàn          | Trận         | Bàn          | Trận          | Bàn           | Trận     | Bàn      | Trận | Bàn  | Trận      | Bàn       |
| ------------------------ | ------------------- | ---------------------- | ------------ | ------------ | ------------ | ------------ | ------------- | ------------- | -------- | -------- | ---- | ---- | --------- | --------- |
| Vitória                  | 2004                | Série A                | 2            | 0            | —            | —            | —             | —             | —        | —        | —    | —    | 2         | 0         |
| Kawasaki Frontale (mượn) | 2005                | J1 League              | 9            | 1            | 2            | 2            | 1             | 0             | —        | —        | —    | —    | 12        | 3         |
| Consadole Sapporo (mượn) | 2006                | J2 League              | 38           | 25           | 3            | 1            | —             | —             | —        | —        | —    | —    | 41        | 26        |
| Tokyo Verdy (mượn)       | 2007                | J2 League              | 42           | 37           | 0            | 0            | —             | —             | —        | —        | —    | —    | 42        | 37        |
| Kawasaki Frontale        | 2008                | J1 League              | 2            | 0            | 0            | 0            | 0             | 0             | —        | —        | —    | —    | 2         | 0         |
| Tokyo Verdy              | 2008                | J1 League              | 11           | 7            | 0            | 0            | 3             | 1             | —        | —        | —    | —    | 14        | 8         |
| Porto                    | 2008–09             | Primeira Liga          | 25           | 8            | 7            | 1            | 1             | 0             | 10       | 0        | 1    | 0    | 44        | 9         |
| Porto                    | 2009–10             | Primeira Liga          | 19           | 5            | 3            | 2            | 0             | 0             | 8        | 3        | 1    | 0    | 31        | 10        |
| Porto                    | 2010–11             | Primeira Liga          | 26           | 23           | 7            | 4            | 3             | 1             | 16       | 7        | 1    | 0    | 53        | 35        |
| Porto                    | 2011–12             | Primeira Liga          | 26           | 16           | 1            | 0            | 2             | 1             | 8        | 4        | 2    | 0    | 39        | 21        |
| Porto                    | 2012–13             | Primeira Liga          | 3            | 2            | 0            | 0            | 0             | 0             | 0        | 0        | 0    | 0    | 3         | 2         |
| Porto                    | Tổng cộng           | Tổng cộng              | 99           | 54           | 18           | 7            | 6             | 2             | 42       | 14       | 5    | 0    | 170       | 77        |
| Zenit Saint Petersburg   | 2012–13             | Russian Premier League | 18           | 7            | 3            | 1            | —             | —             | 9        | 3        | —    | —    | 30        | 11        |
| Zenit Saint Petersburg   | 2013–14             | Russian Premier League | 24           | 17           | 0            | 0            | —             | —             | 10       | 5        | 0    | 0    | 34        | 22        |
| Zenit Saint Petersburg   | 2014–15             | Russian Premier League | 28           | 15           | 2            | 0            | —             | —             | 15       | 6        | —    | —    | 45        | 21        |
| Zenit Saint Petersburg   | 2015–16             | Russian Premier League | 27           | 17           | 4            | 2            | —             | —             | 7        | 4        | 1    | 0    | 39        | 23        |
| Zenit Saint Petersburg   | Tổng cộng           | Tổng cộng              | 97           | 56           | 9            | 3            | —             | —             | 41       | 18       | 1    | 0    | 148       | 77        |
| Shanghai SIPG            | 2016                | Chinese Super League   | 7            | 5            | 0            | 0            | —             | —             | 1        | 0        | —    | —    | 8         | 5         |
| Shanghai SIPG            | 2017                | Chinese Super League   | 27           | 17           | 6            | 4            | —             | —             | 11       | 9        | —    | —    | 44        | 30        |
| Shanghai SIPG            | 2018                | Chinese Super League   | 25           | 13           | 2            | 1            | —             | —             | 8        | 3        | —    | —    | 35        | 17        |
| Shanghai SIPG            | 2019                | Chinese Super League   | 25           | 10           | 3            | 1            | —             | —             | 8        | 6        | 1    | 0    | 37        | 17        |
| Shanghai SIPG            | 2020                | Chinese Super League   | 16           | 6            | 1            | 0            | —             | —             | 4        | 2        | —    | —    | 21        | 8         |
| Shanghai SIPG            | Tổng cộng           | Tổng cộng              | 100          | 51           | 12           | 6            | —             | —             | 32       | 20       | 1    | 0    | 145       | 77        |
| Atlético Mineiro         | 2021                | Série A                | 35           | 19           | 10           | 8            | —             | —             | 12       | 7        | 11   | 2    | 68        | 36        |
| Atlético Mineiro         | 2022                | Série A                | 12           | 7            | 1            | 1            | —             | —             | 8        | 4        | 9    | 11   | 30        | 23        |
| Atlético Mineiro         | Tổng cộng           | Tổng cộng              | 47           | 26           | 11           | 9            | —             | —             | 20       | 11       | 20   | 13   | 98        | 59        |
| Tổng cộng sự nghiệp      | Tổng cộng sự nghiệp | Tổng cộng sự nghiệp    | 447          | 257          | 55           | 28           | 10            | 3             | 135      | 63       | 27   | 13   | 674       | 364       |

1. 1 2 3 4  Appearance(s) in UEFA Champions League
2. 1 2 3  Appearance in Supertaça Cândido de Oliveira
3. ↑  Appearance(s) in UEFA Europa League
4. ↑  Six appearances and four goals in UEFA Champions League, two appearances in UEFA Europa League
5. ↑  One appearance in Supertaça Cândido de Oliveira, one appearance in UEFA Super Cup
6. ↑  Five appearances and two goals in UEFA Champions League, four appearances and one goal in UEFA Europa League
7. ↑  Ten appearances and three goals in UEFA Champions League, five appearances and three goals in UEFA Europa League
8. ↑  Appearance in Russian Super Cup
9. 1 2 3 4 5  Appearance(s) in AFC Champions League
10. ↑  Appearance in Chinese FA Super Cup
11. 1 2  Appearance(s) in Copa Libertadores
12. ↑  Appearance(s) in Campeonato Mineiro
13. ↑  Eight appearances and ten goals in Campeonato Mineiro, one appearance and one goal in Supercopa do Brasil

### Quốc tế
Tính đến ngày 9 tháng 9 năm 2021
| Đội tuyển quốc gia | Năm       | Trận | Bàn |
| ------------------ | --------- | ---- | --- |
| Brasil             | 2009      | 2    | 0   |
| Brasil             | 2011      | 6    | 0   |
| Brasil             | 2012      | 10   | 6   |
| Brasil             | 2013      | 14   | 2   |
| Brasil             | 2014      | 9    | 1   |
| Brasil             | 2015      | 4    | 2   |
| Brasil             | 2016      | 3    | 0   |
| Brasil             | 2021      | 1    | 0   |
| Tổng cộng          | Tổng cộng | 49   | 11  |

#### Bàn thắng quốc tế
| #   | Ngày                 | Địa điểm                                                  | Đối thủ    | Bàn thắng | Kết quả | Giải đấu |
| --- | -------------------- | --------------------------------------------------------- | ---------- | --------- | ------- | -------- |
| 01. | 26 tháng 5 năm 2012  | Volksparkstadion, Hamburg, Đức                            | Đan Mạch   | 1–0       | 3–1     | Giao hữu |
| 02. | 26 tháng 5 năm 2012  | Volksparkstadion, Hamburg, Đức                            | Đan Mạch   | 3–0       | 3–1     | Giao hữu |
| 03. | 9 tháng 6 năm 2012   | Sân vận động MetLife, East Rutherford, New Jersey, Hoa Kỳ | Argentina  | 3–2       | 3–4     | Giao hữu |
| 04. | 10 tháng 9 năm 2012  | Sân vận động Morumbi, São Paulo, Brasil                   | Nam Phi    | 1–0       | 1–0     | Giao hữu |
| 05. | 10 tháng 9 năm 2012  | Sân vận động Arruda, Recife, Brasil                       | Trung Quốc | 4–0       | 8–0     | Giao hữu |
| 06. | 11 tháng 10 năm 2012 | Sân vận động Swedbank, Malmö, Thụy Điển                   | Iraq       | 4–0       | 6–0     | Giao hữu |
| 07. | 19 tháng 11 năm 2013 | Sân vận động Sun Life, Miami, Florida, Hoa Kỳ             | Honduras   | 5–0       | 5–0     | Giao hữu |
| 08. | 19 tháng 11 năm 2013 | Trung tâm Rogers, Toronto, Canada                         | Chile      | 1–0       | 2–1     | Giao hữu |
| 09. | 3 tháng 6 năm 2014   | Sân vận động Serra Dourada, Goiânia, Brasil               | Panama     | 3–0       | 4–0     | Giao hữu |
| 10. | 5 tháng 9 năm 2015   | Red Bull Arena, Harrison, Hoa Kỳ                          | Costa Rica | 1–0       | 1–0     | Giao hữu |
| 11. | 8 tháng 9 năm 2015   | Sân vận động Gillette, Foxborough, Hoa Kỳ                 | Hoa Kỳ     | 1–0       | 4–1     | Giao hữu |

#### Bàn thắng tại Thế vận hội Mùa hè
| #   | Ngày                | Địa điểm                            | Đối thủ | Bàn thắng | Kết quả | Giải đấu                |
| --- | ------------------- | ----------------------------------- | ------- | --------- | ------- | ----------------------- |
| 01. | 11 tháng 8 năm 2012 | Sân vận động Wembley, Luân Đôn, Anh | México  | 1–2       | 1–2     | Thế vận hội Mùa hè 2012 |

## Danh hiệu

### Câu lạc bộ

#### Porto
- Primeira Liga: 2008–09, 2010–11
- Taça de Portugal: 2008–09, 2009–10, 2010–11
- Supertaça Cândido de Oliveira: 2009, 2010, 2011
- UEFA Europa League: 2010–11

#### Zenit Sankt Peterburg
- Russian Premier League: 2014–15
- Russian Cup: 2015–16
- Russian Super Cup: 2015

#### Shanghai SIPG
- Chinese Super League: 2018
- Chinese FA Super Cup: 2019

#### Atlético Mineiro
- Campeonato Brasileiro Série A: 2021
- Copa do Brasil: 2021
- Campeonato Mineiro: 2021, 2022
- Supercopa do Brasil: 2022

### Quốc tế

#### U-23 Brasil
- Huy chương Bạc Thế vận hội mùa hè 2012

#### Brasil
- FIFA Confederations Cup: 2013

### Cá nhân
- Vua phá lưới giải J2 League: 2007
- Peace Cup Golden Shoe: 2009
- Peace Cup Silver Ball: 2009
- Vua phá lưới giải Primeira Liga: 2008–2009
- Cầu thủ của năm Primeira Liga: 2010–11
- Bola de Prata: 2010–11
- Cầu thủ của tháng giải Primeira Liga: 2009, 2010, 2010, 2010, 2010, 2011